# Associazione Pallacanestro Napoli
La Associazione Pallacanestro Napoli fue un club de baloncesto italiano con sede en la ciudad de Nápoles, en Campania. Contaba tanto con una sección masculina como con una femenina, que se consagró campeona de Italia en 1941.

## Historia
El club fue fundado el 14 de marzo de 1930 por el marqués Pietro De Stefano.
En 1931 la sección masculina debutó en la máxima división de la liga de baloncesto (grupo A), sin lograr calificar para la final, pues terminó segundo por detrás de la Ginnastica Roma. El año siguiente fue incorporado al grupo B. El comienzo del campeonato fue bueno para AP Napoli, que en la fecha 1 incluso logró ganar de local contra Ginnastica Roma (el campeón reinante), para luego triunfar en el derbi de Nápoles ante S.E.F. Partenopea Virtus. En la segunda parte del torneo, pese a una derrota contra Ginnastica Roma, los napolitanos ganaron el desempate final contra los romanos y finalizaron en el primer lugar de su grupo. En la ronda final, AP Napoli derrotó dos veces a Dopolavoro Borletti de Milán pero perdió contra Ginnastica Triestina. El club clasificó segundo. En 1958, se fusionó con Partenope Napoli Basket.
La sección femenina fue el primer equipo de baloncesto femenino en la ciudad de Nápoles. Finalizó segunda en el campeonato 1932, tras perder en la final contra Gioiosa Milano, pero ganó los juegos Littorali en Bolonia. La entidad napolitana, además, fue la primera en disputar un encuentro internacional entre equipos femeninos en Italia: Napoli ganó con un contundente 48-8 contra el equipo de Bruselas. Durante cinco temporadas seguidas, las napolitanas finalizaron segundas en el campeonato italiano, siempre perdiendo la final contra conjuntos milaneses (Gioiosa, Canottieri y Ambrosiana-Inter). Finalmente, en 1941 ganó la liga italiana.